# Paul (Cornovaglia)
Paul (Breweni in lingua cornica) è un villaggio e parrocchia civile dell'Inghilterra, appartenente alla contea della Cornovaglia.